# 헴 B
헴 B(영어: heme B)는 가장 풍부하게 존재하는 헴이다. 프로토헴 IX(영어: protoheme IX)라고도 한다. 헤모글로빈과 미오글로빈은 헴 B를 포함하고 있는 산소 운반 단백질의 예이다. 과산화효소 계열의 효소들은 헴 B를 포함하고 있다. COX-1과 COX-2는 두 활성 부위 중 하나에 헴 B를 포함하고 있다.
일반적으로 헴 B는 헴 철과 아미노산 곁사슬 사이의 단일 배위 결합을 통해 주변 단백질 매트릭스(아포단백질이라고 함)에 부착된다.
헤모글로빈과 미오글로빈은 진화적으로 보존된 히스티딘에 배위 결합을 하는 반면, 산화질소 생성효소와 사이토크롬 P450은 헴 B의 철 중심에 결합된 진화적으로 보존된 시스테인에 배위 결합을 한다.
단백질을 포함한 헴 B의 철은 포르피린의 4개의 질소(평면 형성)와 단백질의 단일 전자 공여 원자에 결합되어 있기 때문에 철은 종종 5배위 상태에 놓이게 된다. 산소 또는 독성을 지닌 일산화 탄소가 결합되면 철은 6배위가 된다. 헴 B와 헴 S의 정확한 구조는 독일의 화학자 한스 피셔에 의해 처음으로 밝혀졌다.

## 같이 보기
- 헴
- 헴 A
- 헴 C
- 헴 O